# Piața Unirii (Bucarest)
Piața Unirii è una delle maggiori piazze di Bucarest, capitale della Romania.
Essa è particolarmente rinomata per la monumentale fontana posta nella parte meridionale della piazza e parte del sistema delle cosiddette fontane di Ceaușescu. Secondo la World Record Academy, queste fontane sono il sistema di fontane coreografate più lunghe al mondo, estendendosi per circa 1,4 km.

## Storia
La piazza fu costruita nel 1960 insieme all'omonimo viale.
Le fontane furono ristrutturate nel corso del 2018 e furono aggiunti diversi mosaici decorativi nelle vasche

## Galleria d'immagini

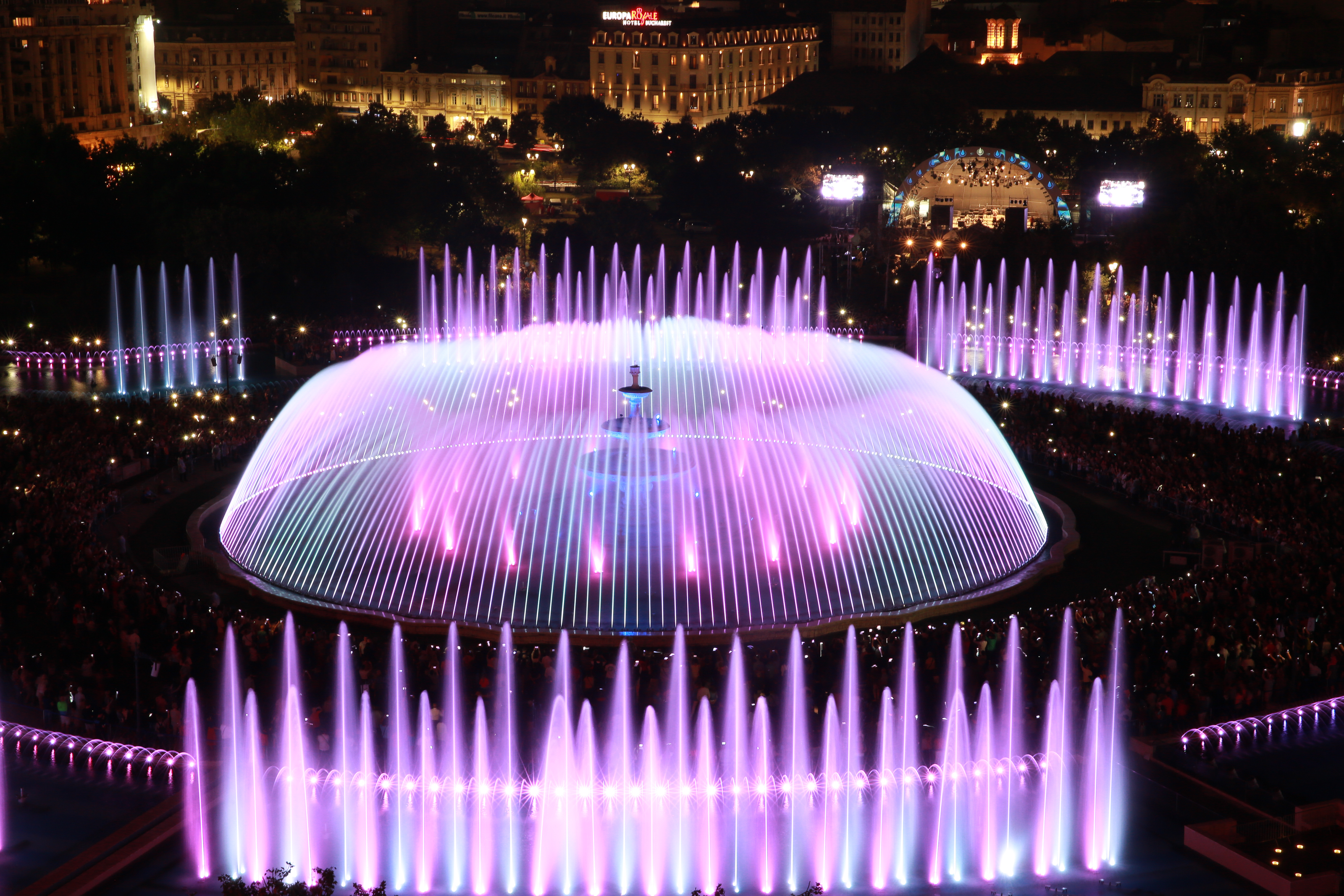
Fontane illuminate di notte
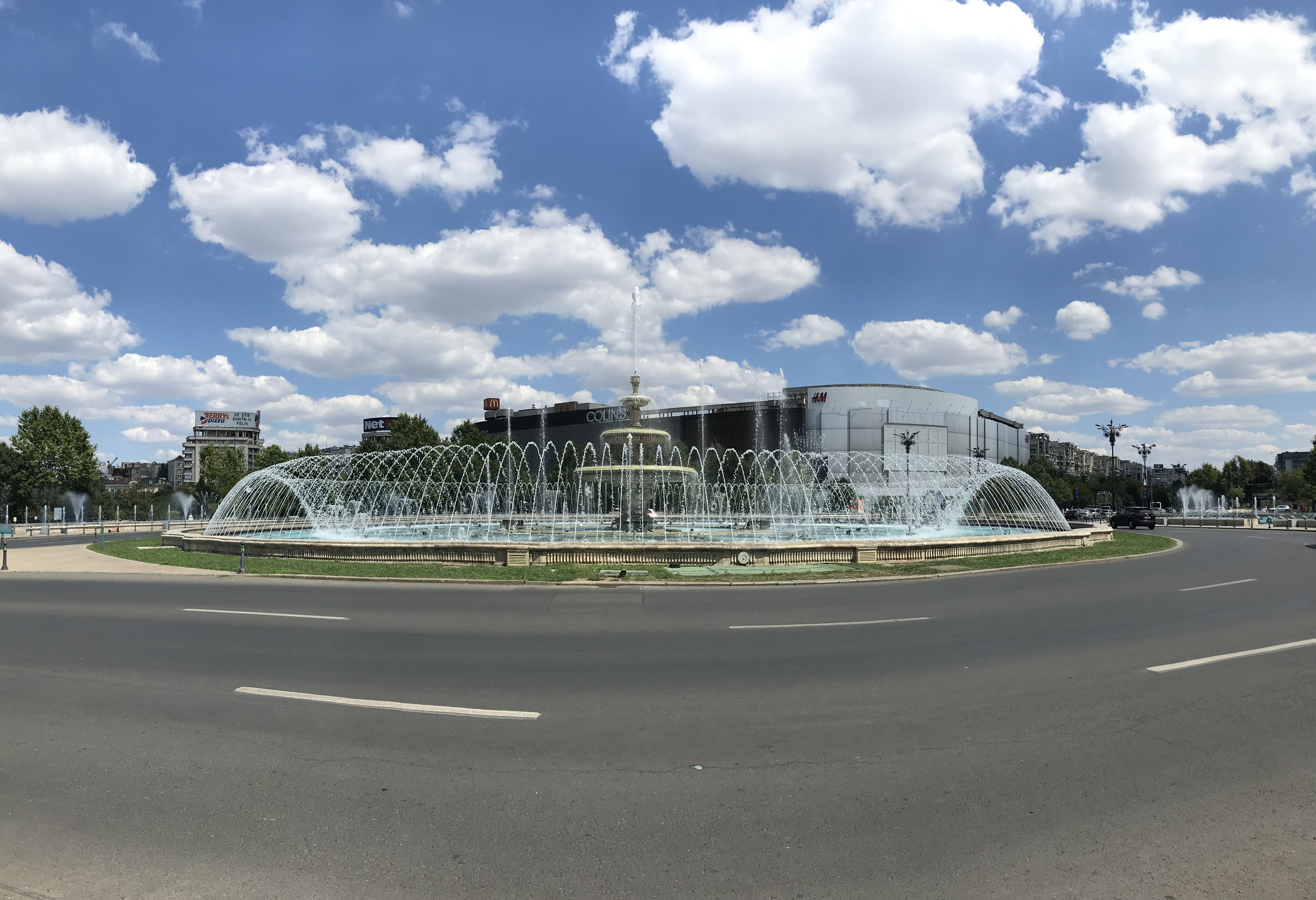
Fontana principale
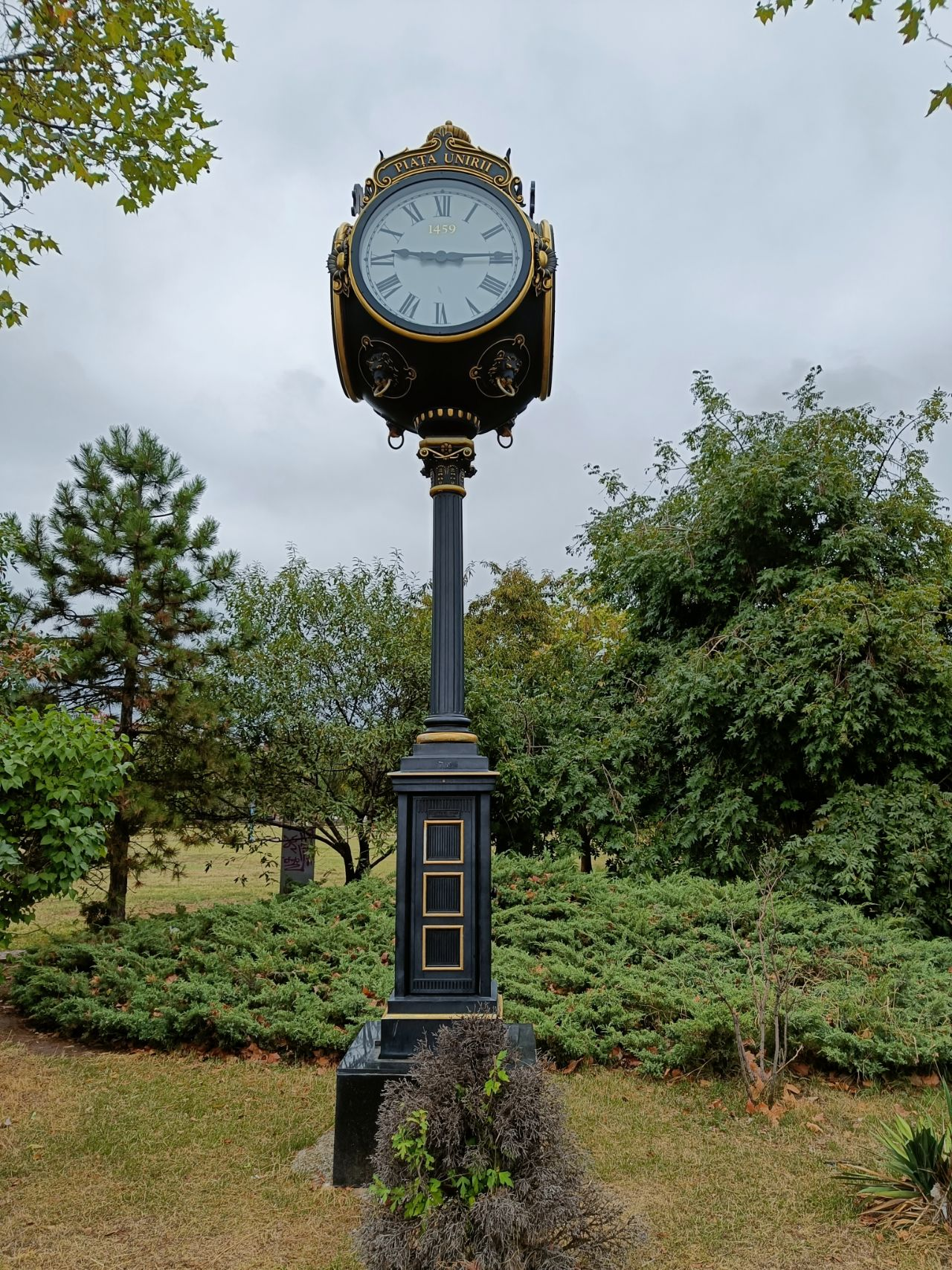
Orologio
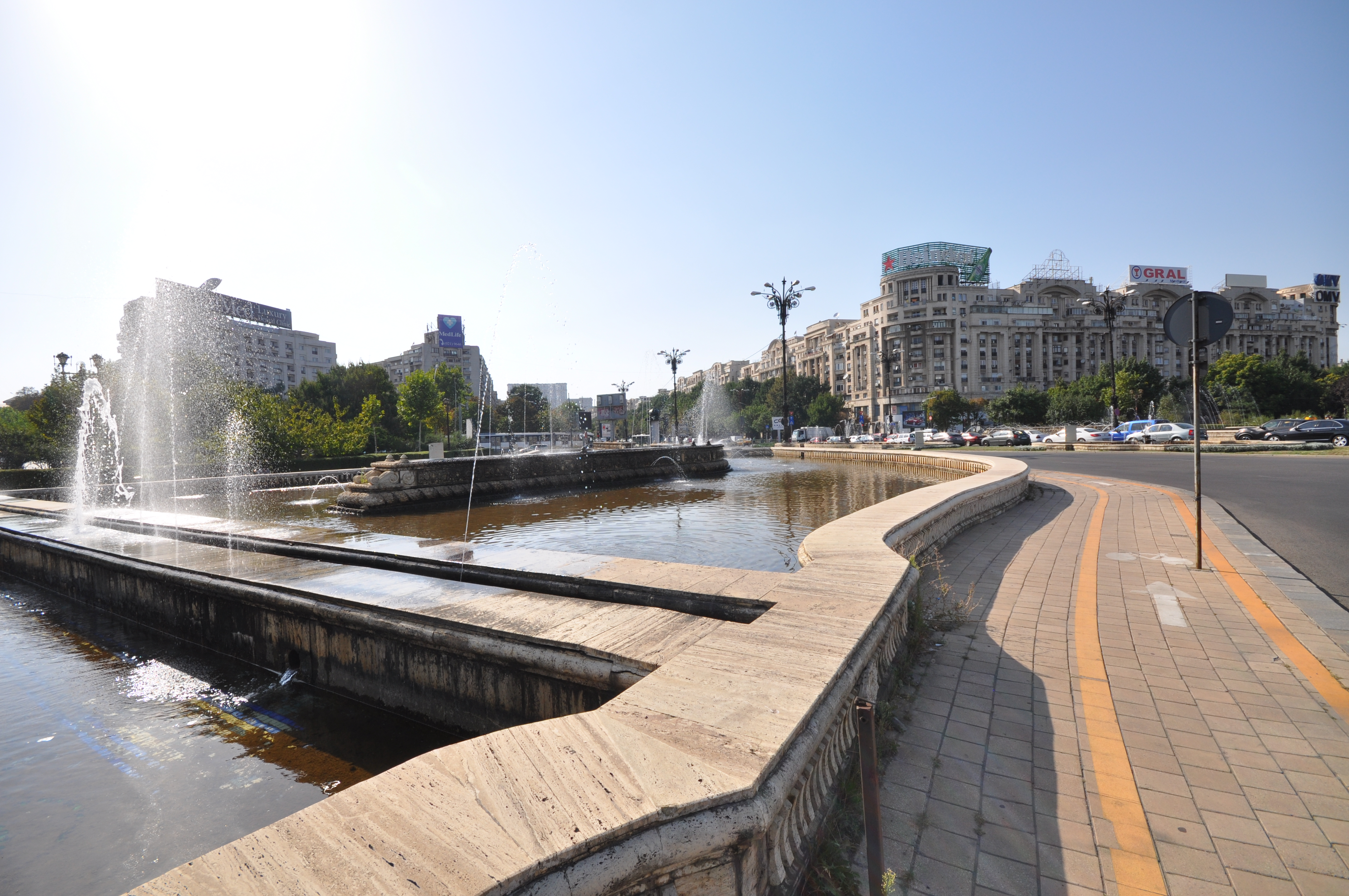
Particolare
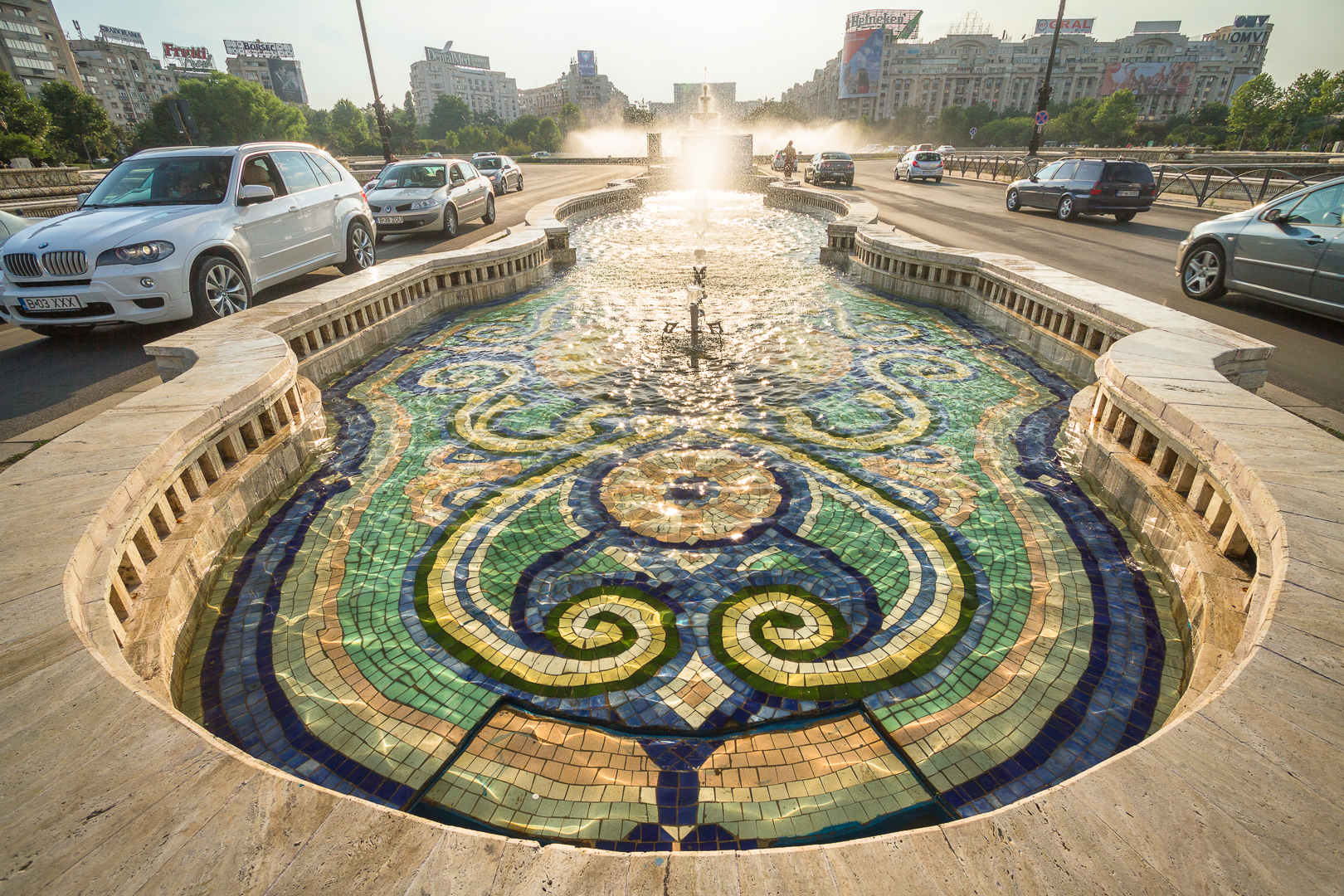
Particolare fontana
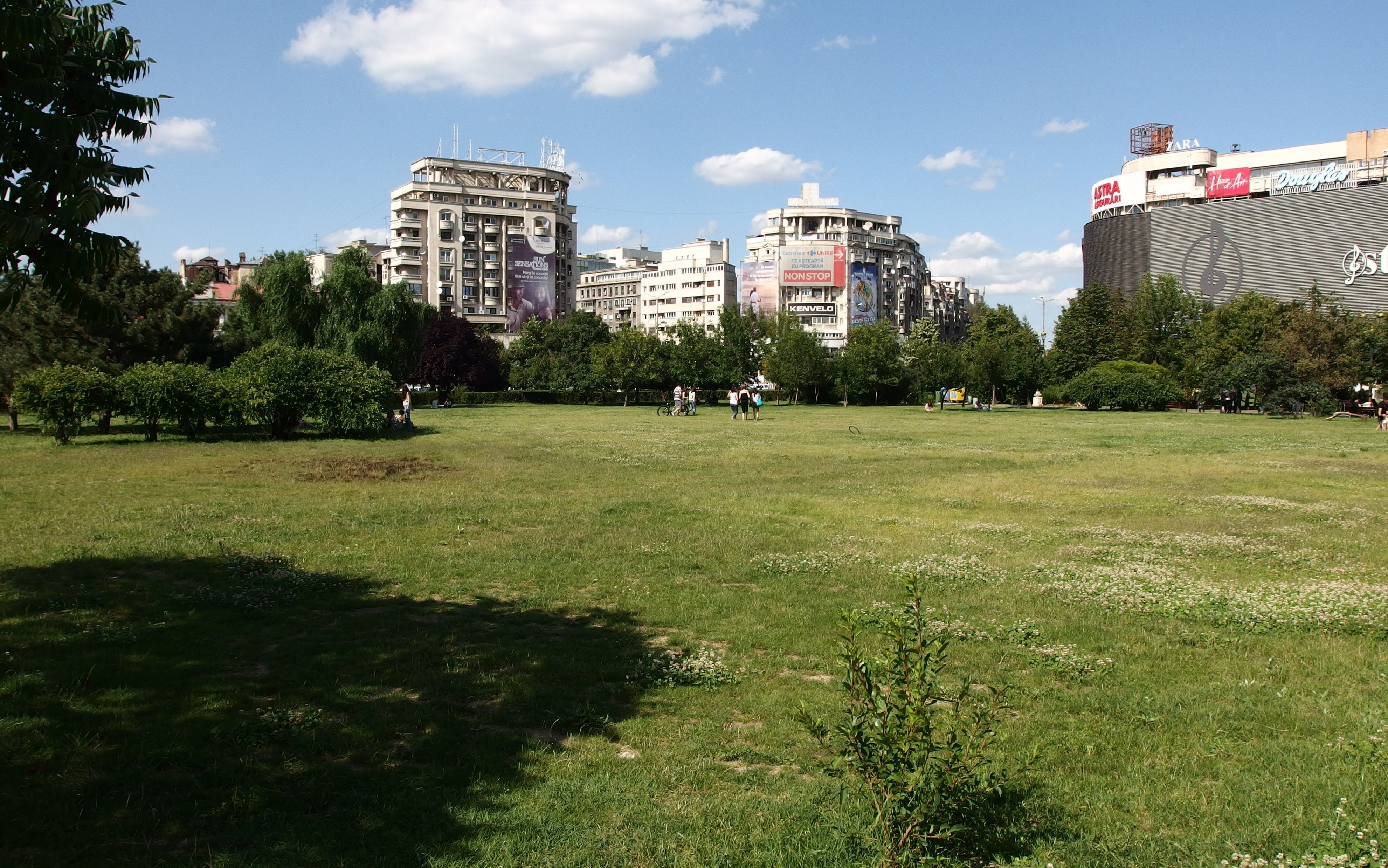
Il parco al centro della piazza